# 奧利維亞·穆尼耶
奧利維亞·穆尼耶（法語：Olivia Meunier，1986年12月13日—），法國女子羽毛球運動員。

## 簡歷
2016年6月，奧利維亞·穆尼耶出戰希臘羽毛球國際賽女子單打項目，在決賽中以2-0的成績（7-21、9-21）不敵保加利亞選手玛丽亚·米特索娃，屈居亞軍。

## 主要比賽成績
只列出曾進入準決賽的國際賽事成績：
| 年份   | 賽事             | 公開賽級別 | 項目     | 成績 |
| ------ | ---------------- | ---------- | -------- | ---- |
| 2016年 | 希臘羽毛球國際賽 | 未來系列賽 | 女子單打 | 亞軍 |

| 2007-2017年 | 首要超級賽 | 超級賽 | 黃金大獎賽 | 大獎賽 | 國際挑戰賽 | 國際系列賽 | 未來系列賽 | 其他 |

| 2018-2026年 | 總決賽 | 超級1000賽 | 超級750賽 | 超級500賽 | 超級300賽 | 超級100賽 | 國際挑戰賽 | 國際系列賽 | 未來系列賽 | 其他 |